# Sebastian Ziajka
Sebastian Ziajka (ur. 15 grudnia 1982 w Kostrzynie) – polski piłkarz występujący na pozycji pomocnika.

## Kariera klubowa
Karierę piłkarską rozpoczął pod koniec lat 90. XX wieku w zespołach juniorskich Celulozy Kostrzyn. W latach 1998–2004 występował w I drużynie tego klubu na czwartym poziomie ligowym.
W 2004 przeniósł się do Miedzi Legnica, z którą wywalczył w sezonie 2005/2006 awans do II ligi. Na tym poziomie, będąc podstawowym zawodnikiem drużyny, rozegrał w jej barwach 29 spotkań, zdobywając 3 bramki. Po udanym sezonie 2007/2008 (27 meczów, 12 goli) przeniósł się do pierwszoligowego wówczas Podbeskidzia Bielsko-Biała.
W nowym klubie nie występował regularnie, wobec czego zdecydowano o jego wypożyczeniu do innego zespołu drugiego poziomu ligowego – Dolcanu Ząbki. W barwach podwarszawskiej drużyny zagrał we wszystkich meczach sezonu 2009/2010 z wyjątkiem ostatniej kolejki.
Po powrocie z Ząbek Ziajka stał się jednym z podstawowych zawodników Podbeskidzia, które w sezonie 2010/2011 wywalczyło pierwszy w historii awans do Ekstraklasy. W barwach zespołu z Bielska-Białej 1 sierpnia 2011 zadebiutował w pierwszej klasie rozgrywkowej piłki nożnej w Polsce.
Umowa Ziajki z Podbeskidziem wygasa w czerwcu 2013. 13 marca podpisał półtoraroczny kontrakt z bydgoskim Zawiszą. Pierwszego gola strzelił w swoim debiucie, kilka minut po pojawieniu się na murawie, w wygranym wysoko 5:1 meczu z Miedzią Legnica.

## Statystyki

### Klubowe
Aktualne na dzień 1 lipca 2019:
| Klub                         | Sezon              | Liga                  | Liga  | Liga   | Puchar kraju | Puchar kraju | Europa | Europa | Superpuchar Polski | Superpuchar Polski | Suma  | Suma   |
| Klub                         | Sezon              | Liga                  | Mecze | Bramki | Mecze        | Bramki       | Mecze  | Bramki | Mecze              | Bramki             | Mecze | Bramki |
| ---------------------------- | ------------------ | --------------------- | ----- | ------ | ------------ | ------------ | ------ | ------ | ------------------ | ------------------ | ----- | ------ |
| Podbeskidzie Bielsko-Biała   | 2008/09            | I liga                | 10    | 1      | 1            | 0            | –      | –      | –                  | –                  | 11    | 1      |
| Podbeskidzie Bielsko-Biała   | Ogólnie            | Ogólnie               | 10    | 1      | 1            | 0            | 0      | 0      | 0                  | 0                  | 11    | 1      |
| Dolcan Ząbki (wyp.)          | 2009/10            | I liga                | 33    | 0      | 3            | 1            | –      | –      | –                  | –                  | 36    | 1      |
| Dolcan Ząbki (wyp.)          | Ogólnie            | Ogólnie               | 33    | 0      | 3            | 1            | 0      | 0      | 0                  | 0                  | 36    | 1      |
| Podbeskidzie Bielsko-Biała   | 2010/11            | I liga                | 29    | 2      | 4            | 0            | –      | –      | –                  | –                  | 33    | 2      |
| Podbeskidzie Bielsko-Biała   | 2011/12            | Ekstraklasa           | 22    | 3      | 3            | 1            | –      | –      | –                  | –                  | 25    | 4      |
| Podbeskidzie Bielsko-Biała   | 2012/13            | Ekstraklasa           | 12    | 0      | 1            | 0            | –      | –      | –                  | –                  | 13    | 0      |
| Podbeskidzie Bielsko-Biała   | Ogólnie            | Ogólnie               | 63    | 5      | 8            | 1            | 0      | 0      | 0                  | 0                  | 71    | 6      |
| Zawisza Bydgoszcz            | 2012/13            | I liga                | 10    | 2      | 0            | 0            | –      | –      | –                  | –                  | 10    | 2      |
| Zawisza Bydgoszcz            | 2013/14            | Ekstraklasa           | 36    | 2      | 8            | 0            | –      | –      | –                  | –                  | 44    | 2      |
| Zawisza Bydgoszcz            | 2014/15            | Ekstraklasa           | 32    | 0      | 1            | 0            | 2      | 0      | 1                  | 0                  | 36    | 0      |
| Zawisza Bydgoszcz            | Ogólnie            | Ogólnie               | 78    | 4      | 9            | 0            | 2      | 0      | 1                  | 0                  | 90    | 4      |
| Termalica Bruk-Bet Nieciecza | 2015/16            | Ekstraklasa           | 23    | 0      | 0            | 0            | –      | –      | –                  | –                  | 23    | 0      |
| Termalica Bruk-Bet Nieciecza | 2016/17            | Ekstraklasa           | 8     | 0      | 1            | 0            | –      | –      | –                  | –                  | 9     | 0      |
| Termalica Bruk-Bet Nieciecza | Ogólnie            | Ogólnie               | 31    | 0      | 1            | 0            | 0      | 0      | 0                  | 0                  | 32    | 0      |
| 1. FC Frankfurt              | 2017/18            | Oberliga Nordost-Nord | 21    | 0      | 0            | 0            | –      | –      | –                  | –                  | 21    | 0      |
| 1. FC Frankfurt              | 2018/19            | Brandenburgliga       | 4     | 1      | 1            | 0            | –      | –      | –                  | –                  | 5     | 1      |
| 1. FC Frankfurt              | Ogólnie            | Ogólnie               | 25    | 1      | 1            | 0            | 0      | 0      | 0                  | 0                  | 26    | 1      |
| Ogólnie w karierze           | Ogólnie w karierze | Ogólnie w karierze    | 240   | 11     | 23           | 2            | 2      | 0      | 1                  | 0                  | 266   | 13     |

## Sukcesy

### Klubowe
Zawisza Bydgoszcz
- Puchar Polski (1x): 2013/2014
- Superpuchar Polski (1x): 2014
- Mistrzostwo I ligi (1x): 2012/2013